# Vít Jedlička
Vít Jedlička (pronunciación en checo: /ˈviːt ˈjɛdlɪtʃka/; n. (Hradec Králové, 6 de septiembre de 1983) es un político,  publicista y activista checo y liberlandés reconocido por ser  el presidente del Partido de Ciudadanos Libres en la Región de Hradec Králové, República Checa, y es el fundador y presidente de una asociación voluntaria checa, Reformy.cz. El 13 de abril de 2015, fundó la autoproclamada micronación libertaria República Libre de Liberland y se convirtió en su primer presidente.

## Biografía
Vít Jedlička nació en Hradec Králové, Checoslovaquia (actual República Checa), el 6 de septiembre de 1983. El padre de Jedlička fue destituido de su trabajo de oficina en el Instituto de Pesos y Medidas de Praga después de perder el favor de las autoridades por resistirse a la membresía del Partido Comunista y fue enviado a trabajar como mecánico. 
Durante la crisis financiera checa de 1997, su familia estuvo en bancarrota cuando el banco central checo aumentó las tasas de interés al 25 por ciento. La carrera laboral de Jedlička abarca desde ventas y administración hasta análisis financiero y tecnologías de la información. De 2006 a 2009, fue director gerente de HKfree.net, una red cívica y servicio de internet en su ciudad natal de Hradec Králové. 

### Estudios
Estudió en la Escuela Superior de Economía de Praga y se graduó en el año 2009. Después estudió su maestría en el Instituto CEVRO, donde terminó sus estudios el año 2014. Desde el año 2003 ha trabajado en empresas dedicadas a las tecnologías de la información. En 2013 y 2014 trabajó como analista de mercados financieros.

### Ideología
Vít se considera a sí mismo un libertario con vistas liberales en libertad individual y la menor participación posible por parte del Estado.

### Carrera política
El 2001, Vít Jedlička fue miembro del Partido Democrático Cívico. El 2009 se convirtió en miembro del Partido de Ciudadanos Libres y fue elegido el primer presidente de la región de Hradec Králové del Partido de Ciudadanos Libre.

### Liberland
El 13 de abril de 2015 Vít Jedlička proclamó la República Libre de Liberland en un territorio entre Serbia y Croacia no reclamado por ninguna de las naciones (terra nullius) conocido como Siga y se convirtió en su primer presidente. El Comité Preparatorio que Jedlička nombró lo eligió como presidente ese mismo día. Se elegirá una asamblea tan pronto como lo considere apropiado el gobierno provisional.